# Лабораторна центрифуга

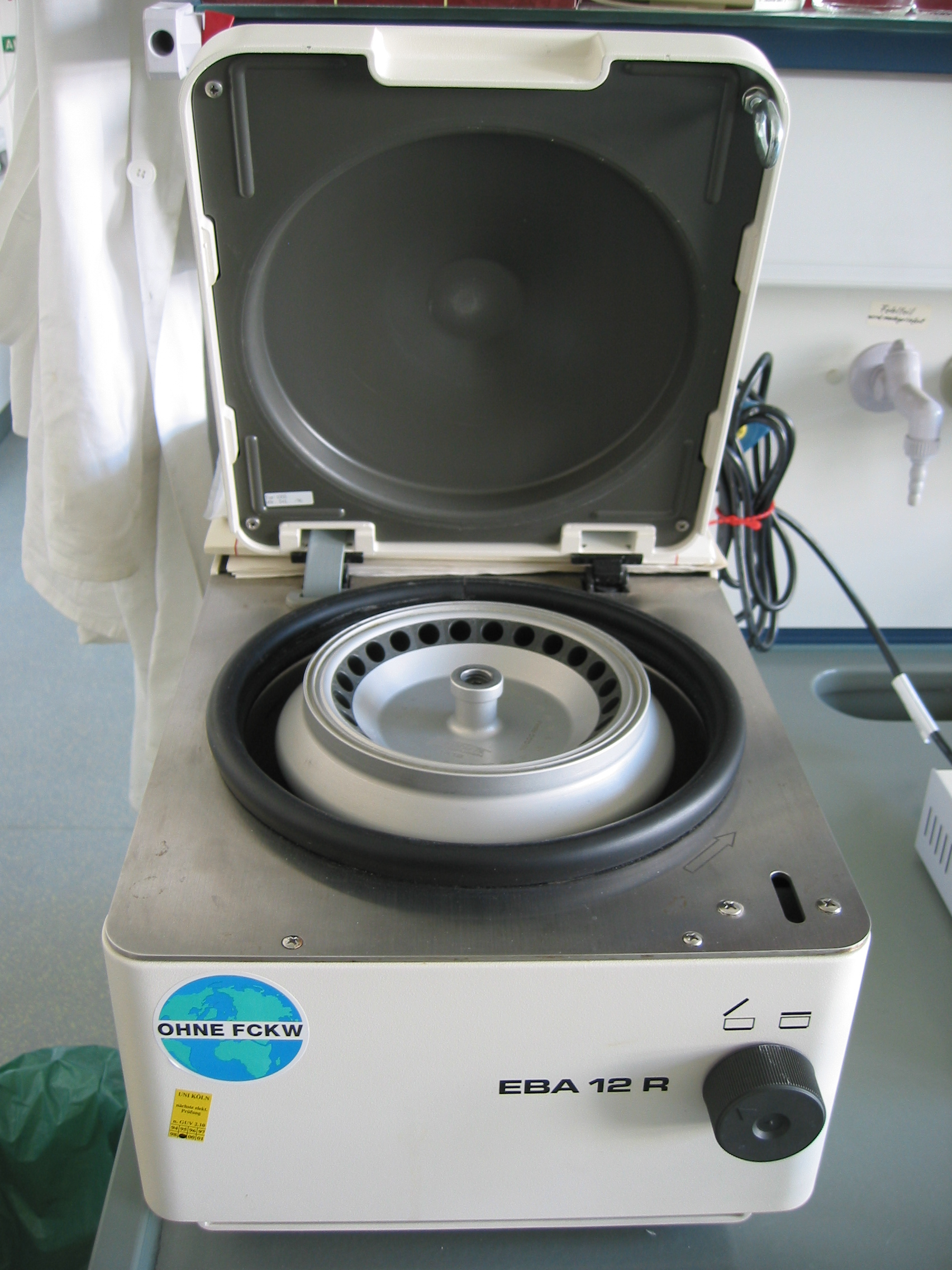
Лабораторна центрифуга

Лаборато́рна центрифу́га — пристрій, в якому швидке обертання використовується для розділення частинок суміші за масою. Різновид центрифуг для лабораторних потреб

## Галузі застосування
- Центрифуги застосовуються в біологічних дослідженнях для виділення речовин із певною молекулярною масою.
- Центрифугування є також одним із методів розділення ізотопів, наприклад, збагачення урану.
- Лабораторна центрифуга використовується для дослідження сипкого матеріалу на зневоднюваність.

У ряді галузей промисловості центрифуга — зневоднююча машина. Розрізняють фільтрувальні, осаджувальні і комбіновані (осаджувально-фільтрувальні) центрифуги.